# 馬克斯路口 (亞利桑那州)
馬克斯路口（英語：Macks Crossing）是位於美國亞利桑那州可可尼諾縣的一個非建制地區。該地的面積和人口皆未知。

## 地理
馬克斯路口的座標為34°37′06″N 111°05′33″W / 34.61833°N 111.09250°W，而該地的平均海拔高度為1907米（即6256英尺）。